# Halasana
Halásana em devanagari हलासन, IAST halasāsana. Uma das posições do ioga. Uma das invertidas sobre os ombros. Hala em sânscrito é arado.

## Execução
Deite-se, com as mão ao lado dos quadris eleve as pernas estendidas tirando os quadris do solo e apoiando ou não as mãos na altura dos rins. Não dê impulso. Os pés devem tocar o solo para o lado da cabeça.
Esta posição se caracteriza pelo toque dos pés ou joelhos no chão, para o lado da cabeça.
As invertidas sobre os ombros devem ser compensadas com retroflexões como matsyásana, Viparita Dhanurásana ou Chakrásana. A melhor compensação é com o matsyásana.

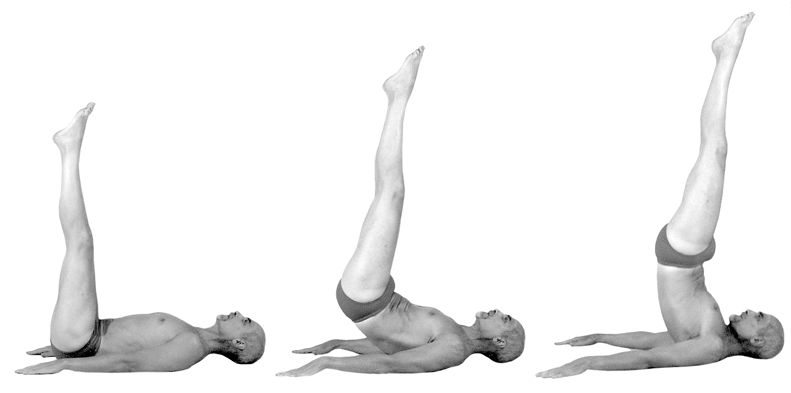
Como subir nas invertidas sobre os ombros

## Outras invertidas sobre os ombros
- Sarvangásana
- Víparita Karanyásana

## Galeria de variações
- Mahá Halásana
- Padma Halásana

## Outras invertidas
- Víparita Karanyásana Invertida sobre os ombros
- Rája Sarvangásana Invertida sobre os ombros

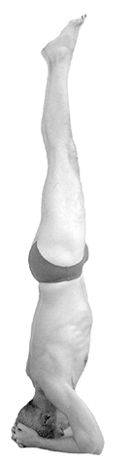
Sírshásana Invertida sobre a cabeça
- Mahá Kakásana Invertida sobre os braços
- Ardha Vrishkásana Invertida sobre os braços